# Улля
Улля (тат. Өлә) — село в Высокогорском районе Республики Татарстан, в составе Казакларского сельского поселения.

## География
Село находится на реке Илинка, в 40 км к северу от районного центра, посёлка железнодорожной станции Высокая Гора.

## История
Основание села относят ко второй половине XVII века.
В сословном плане, в XVIII веке и вплоть до 1860-х годов, татарское население села причислялось к государственным крестьянам. Их основные занятия в этот период были земледелие (в начале XX столетия земельный надел сельской общины составлял 1260 десятин) и скотоводство.
В «Списке населенных мест по сведениям 1859 года», изданном в 1866 году, населённый пункт упомянут как казённая деревня Улля 2-го стана Царёвококшайского уезда Казанской губернии. Располагалась при речке Улле, на транспортном тракте из Казани в Вятскую губернию, в 125 верстах от уездного города Царёвококшайска и в 0,5 версты от становой квартиры в казённой деревне Уразлино (Казаклар). В деревне в 86 дворах жили 599 человек (300 мужчин и 299 женщин). Была мечеть.
По данным переписей, население села увеличивалось с 73 душ мужского пола в 1782 году до 1015 человек в 1938 году. В последующие годы численность населения села постепенно уменьшалась и в 2017 году составила 164 человека.
По сведениям из первоисточников, в начале XX столетия в селе существовала мечеть, кузница, мануфактурная и 2 мелочные лавки.
Село входило в состав колхоза «Коммунизм». В 2006 году организовано закрытое акционерное общество «Племенной завод кролика».
Административно, до 1920 года село относилось к Царёвококшайскому уезду Казанской губернии. С 1920 года в составе Арского кантона ТАССР. С 10 августа 1930 года в Дубъязском, с 1 февраля 1963 года в Зеленодольском, с 1965 года относится к Высокогорскому району Татарстана.

## Население
| 1782 | 1859 | 1897 | 1908 | 1920 | 1926 | 1938 | 1949 | 1958 | 1970 | 1989 | 2002 | 2010 | 2017 |
| ---- | ---- | ---- | ---- | ---- | ---- | ---- | ---- | ---- | ---- | ---- | ---- | ---- | ---- |
| 73   | 534  | 825  | 897  | 934  | 970  | 1015 | 956  | 675  | 573  | 317  | 244  | 218  | 164  |

Национальный состав
Согласно результатам переписи 2002 года, в национальной структуре населения села татары составляли 99% из 244 человек.

## Экономика и
Полеводство, животноводство.

## Инфраструктура
В селе действуют дом культуры, библиотека (с 1954 г.), фельдшерско-акушерский пункт.

## Религия
Мечеть «Мухаммадия» (с 1993 г.).